# 乍洋乡
乍洋乡，是中华人民共和国福建省宁德市柘荣县下辖的一个乡镇级行政单位。

## 行政区划
乍洋乡下辖以下地区：
长岐村、溪口村、凤里村、前楼村、石山村、桥岭村、留水村、南洋村、乍洋村、宝鉴宅村、柯岭村、水碓村和五蒲村。